# Scrancia aesalon
Scrancia aesalon är en fjärilsart som beskrevs av Sergius G. Kiriakoff 1967. Scrancia aesalon ingår i släktet Scrancia och familjen tandspinnare. Inga underarter finns listade.